# Jordi Ribera
Jordi Ribera Romera (født 3. maj 1963) er en spansk håndboldtræner. Han træner Spaniens herrehåndboldlandshold.
Han har tidligere trænet det brasilianske herrehåndboldlandshold i to omgange, argentinske herrehåndboldlandshold og de spanske klubber CB Ademar León og Juventud Deportiva Arrate.